# Baptisten in der Türkei

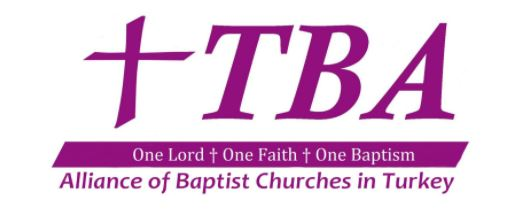
Logo der Alliance of Baptist Churches in Turkey

Baptisten in der Türkei gibt es in neuerer Zeit nachweislich seit der 2. Hälfte des 20. Jahrhunderts. Im April 2014 wurde der nationale Bund Türkiye Baptist Kiliseleri Birliği (englisch Alliance of Baptist Churches in Turkey, deutsch Allianz der Baptistenkirchen der Türkei) gegründet. Daneben existieren zwei unabhängige Baptistengemeinden. Erste Versuche, auf türkischem Gebiet Baptistengemeinden zu gründen, fanden in den 1860er Jahren von Bukarest sowie von Südrussland aus statt.

## Geschichte

Baptistenmissionar August Liebig

Im Jahr 1863 begab sich August Liebig (1836–1914), „einer der besten Handwerkerprediger“ des baptistischen Kirchengründers Johann Gerhard Oncken, in das Schwarzmeergebiet. Er begann seine Missionsarbeit in Bukarest, wirkte aber ebenfalls in Südrussland und unternahm Missionsreisen bis „tief“ („widely“) in die Türkei. Besonders unter deutschen Exulanten, die von Russland in die türkischen Schwarzmeergebiete geflohen waren, fand er offene Türen. In der Dobrudscha, die damals noch zur Türkei gehörte, entstanden Gemeinden und Predigtstationen. Anlässlich seiner Inspektionsreise nach Südrussland und in die Dobrudscha konnte Oncken in Catalui bei Tulcea die Kapelle der 111 Mitglieder umfassenden Gemeinde einweihen. Er sandte bei dieser Gelegenheit Martin Heringer und Jakob Klundt als Bibelkolporteure aus. Mit Hilfe der British and Foreign Bible Society sollten sie christliches Schrifttum in der europäischen Türkei verbreiten. 1873 erfolgte die Gründung des baptistischen Regionalverbandes Südrussisch-Türkische Vereinigung, die aber wenige Jahre später aufgrund der Verschiebung nationaler Grenzen in Südrussisch-Rumänische Vereinigung umbenannt wurde. Über eine längere Zeit fanden beide Bezeichnungen nebeneinander Verwendung. Das Protokoll der Zwölften Bundeskonferenz der Baptisten, die 1882 in Altona abgehalten wurde, belegt (wohl zum letzten Mal) die Anwesenheit von türkischen Gemeindeabgeordneten.
Erst 1966 begann eine neue baptistische Aufbauarbeit in der Türkei, dieses Mal im asiatischen Teil der Republik. Das Foreign Mission Board der US-amerikanischen Südlichen Baptisten entsandte das Missionsehepaar James und Jean Leeper nach Ankara, um in der Hauptstadt und der umgebenden Region eine englischsprachige Gemeindearbeit zu starten. Zielgruppe waren zunächst in der Türkei lebende US-Amerikaner, speziell Militärangehörige und deren Familien. Es entstand die Galatian Baptist Church, bei deren Aufbau auch Mitarbeiter der überkonfessionellen Organisation Operation Mobilisation mithalfen. Am 22. September 1978 wurde James Leeper von der türkischen Polizei in Haft genommen und eine Woche später ausgewiesen. Melih Esenbel (1915–1995), damals türkischer Botschafter in den USA und vormaliger türkische Außenminister, begründete die Ausweisung Leepers mit dessen Verbreitung „religiöser Propaganda“. Nachdem der Dienst des Ehepaares Leeper geendet hatte, versuchten kanadische Baptisten eine Gemeindegründungsarbeit im Südosten der Türkei. Ergebnisse dieses Versuchs sind nicht bekannt.

Ehemalige anglikanische All Saints' Church in Buca, seit 2001 Gotteshaus der Baptistengemeinde Izmir (Zeichnung von 1871)

In den 1990er Jahren entwickelte sich eine von Türken initiierte baptistische Gemeindegründungsarbeit in Izmir. Unter ihnen war Ertan Cevik. Er hatte seine Jugendzeit in Deutschland verbracht, war über den CVJM mit dem Christentum näher in Berührung gekommen und hatte sich in einer Stuttgarter Baptistengemeinde taufen lassen. Nach seiner Maler- und Lackiererlehre absolvierte Cevik eine Bibelschulausbildung bei den Fackelträgern und in Wiedenest. 1989 ging er – inzwischen war er verheiratet – in seine türkische Heimat zurück. Gemeinsam mit seiner Frau verteilte er christliches Informationsmaterial und gründete Hauskreise. Öffentliche Versammlungsräume anzumieten oder gar solche zu errichten, ist für Christen in der Türkei nicht einfach. Umso überraschender war es, dass die kleine baptistische Gemeinschaft zu Weihnachten 2001 von den staatlichen Behörden im Izmirer Großstadtbezirk Buca ein entwidmetes anglikanisches Kirchengebäude unentgeltlich zur Verfügung gestellt bekam. Auflage war allerdings, die notwendigen Renovierungs- und Grundstücksarbeiten mit eigenen Mitteln durchzuführen. Das Mitte des 19. Jahrhunderts errichtete Gotteshaus hat den Grundriss eines Kreuzes und ist deshalb aus islamischer Sicht für den Umbau zu einer Moschee nicht geeignet. Mit der Einweihung der historischen Kirche erfolgte auch die offizielle Gründung der Baptistengemeinde Izmir-Buca. Cevik wurde zu ihrem Pastor ordiniert.
Von 2007 bis 2012 wurde Cevik auf polizeiliche Anordnung hin durch einen persönlichen Leibwächter beschützt. Grund waren die 2007 im ostanatolischen Malatya geschehenen Attentate im christlichen Zirve-Verlag, bei denen drei Christen ums Leben kamen. Im Zusammenhang ihrer Untersuchungen stießen die Sicherheitsbehörden auch auf eine Terrorzelle in Izmir und verhafteten deren Mitglieder. Bei den im Anschluss erfolgten Hausdurchsuchungen fanden sie eine sogenannte „Todesliste“, auf der auch der Name Ertan Ceviks stand.
Von Izmir-Buca aus wurden in den Folgejahren weitere Gemeinde gegründet. Im April 2014 schlossen sich die Gemeinden in Adana, Istanbul, Izmir-Buca und Samsun zu einem türkischen Kirchenbund zusammen. Inzwischen sind fünf weitere Gemeinden entstanden, darunter zwei persischsprachige.
Im Juli 2014 fand die Ratstagung des Baptistischen Weltbundes mit 450 Delegierten aus 95 Ländern in Izmir statt. Die Zusammenkunft stieß in der türkischen Öffentlichkeit auf große Aufmerksamkeit.

## Organisation

### Türkiye Baptist Kiliseleri Birliği
Im April 2014 schlossen sich die Gemeinden in Adana, Istanbul, Izmir-Buca und Samsun zum Türkiye Baptist Kiliseleri Birliği zusammen. Inzwischen sind fünf weitere Gemeinden entstanden, darunter zwei persischsprachige. Die Vereinigung gehört zur Europäisch-Baptistischen Föderation und seit 2016 zum Weltbund der Baptisten. Die Geschäftsstelle der Vereinigung, zu deren Präsident der bereits erwähnte Pastor Ertan Cevik gewählt worden ist, befindet sich in Izmir. Generalsekretär ist der Pastor der Adana Gemeinde Şükrü Boyacıoğlu. 

### Unabhängige Baptistengemeinden
Neben der Türkiye Baptist Kiliseleri Birliği bestehen in der Türkei außerdem noch zwei weitere unabhängige Baptistengemeinden, eine internationale in Istanbul und eine weitere in Ankara.